# Шотландська рівнинна мова
Шотла́ндська рівни́нна мо́ва, скотс (англ. Scots) — мова германської групи індоєвропейської мовної родини. Ця мова є результатом розвитку діалекту староанглійської мови. Не слід плутати германську шотландську мову з кельтською шотландською гельською мовою.
Вживається як розмовна мова в сільській місцевості рівнинної частини Шотландії та невеликих містах. Писемність на основі латинського алфавіту.

## Історія

Мови Шотландії у XV ст.
Гельська мова
Англійська мова/Шотландська рівнинна мова
Норн

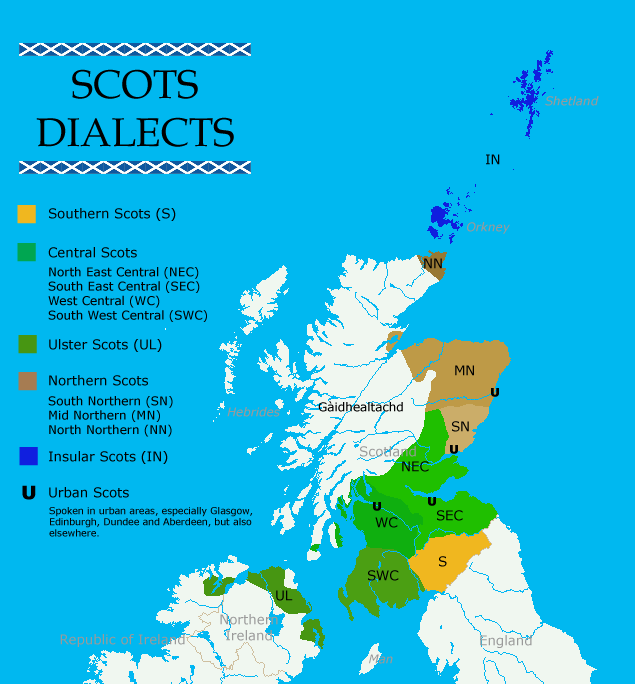
Мапа діалектів

Шотландську мову (її англійці радше називають діалектом) вважають за продукт суміші декількох мов. Її основним елементом вважається германський — германські племена англів прибули сюди у V ст. та поступово розселились майже по всій Шотландії. Їхній діалект був близько спорідненим зі староанглійською мовою. Проте в процесі контактів зі стародавнішою людністю Шотландії — піктами та кельтами — мова сильно трансформувалася. Істотний вплив на шотландську мову справили вікінги, що постійно селилися тут з 9 по 11 століття, змішуючись із місцевим населенням. Населення Оркнейських і Шетландських островів, що знаходяться на північ від Шотландії, дотепер[коли?] говорить на діалекті, ближчому норвежцям, ніж англійцям.
|                                                                 | Побутування та звичаї скоттів відрізняються згідно з відміною у мові; бо вживаються дві мови, шотландська [гельська] і тевтонська [діалект англійської]. Тевтонською говіркою розмовляють ті, хто мешкає на [східному] узбережжі та в долинах, а народ з шотландською говіркою мешкає у горах та на далеких островах. Перші люблять свій дім, освічені, гідні довіри, терплячі та ввічливі, охайно одягнуті, приємні та миролюбні, доброчесні у шануванні Господа, хоча й завжди готові опиратися образі. Острів'яни ж і горяни — дикий, неприборканий народ, первісний і гоноровий, який віддається розбою і вільному життю; вони розумні та швидкі у навчанні, гарні на лице, але неохайні одягом, постійно ворожі та жорстокі до племені й мови англійців, і навіть до своїх співплемінників, якщо їхня мова інша. І все ж, вони вірні королю і державі, і якщо ними добре урядують, вони покірні й готові шанувати закони. |
| — Фрагмент з «Історії народу скоттів» ДжонаФордана (к. XIV ст.) | |

З посиленням впливу англо-нормандської шляхти в Шотландії та розвитком торгівлі з XIV століття скотс почав витісняти з обігу кельтську шотландську (гельська мова). Поступово гельська мова стала засобом спілкування лише мешканців гірської частини країни та Гебридських островів, тоді як населення міст і рівнин, а також державна адміністрація і дворянство перейшли на скотс. Наприкінці XV століття той факт, що король Яків IV володів гельською мовою, вже викликав здивування сучасників.
Після об'єднання Англії та Шотландії під владою одного монарха у 1603 році скотс став витіснятися англійською мовою.

## Фонетика
Фонетика шотландської мови уникнула так званого «великого пересуву голосних», який цілковито змінив англійську фонетику в 15-16 ст. Шотландці зберегли втрачені англійцями індоєвропейські голосні звуки [a], [u], [o] в чистому вигляді. Дуже численні тут дифтонги, включаючи такі поєднання, як oa, ou, ey — деякі з них англійцю зовсім не вимовити. Наприклад, шотландське сполучення ui вимовляється швидше як нім. ö. Серед приголосних також є фонеми, які не зустрічаються в англійській мові, напр. сполучення ch, що вимовляється як українське [x].

## Морфологія

Частка респондентів у переписі населення 2011 року, у віці від 3 років, які заявили, що вони можуть розмовляти шотландською

Іменники втратили систему відміни за відмінками, хоча ще недавно зберігали поділ на жіночий і чоловічий рід. Показник множини аналогічний до англійського -s, проте винятків із цього правила незрівнянно більше: cou — kye «корова — корови», ee — een «око — очі», тощо. Існує чотири типи вказівних займенників (у англійській їх лише два): this, tha, thon, yon. Всі вони мають спеціальні форми множини.
Дієслово в шотландській не відмінюється за особами й числами. Проте кількість неправильних дієслів тут набагато більша, ніж в англійській мові.[джерело?] Минулий час регулярних («слабких») дієслів має показники -t / -it, інфінітив уживається із часткою ti (англ. to).

## Лексика
У словнику шотландської помітну роль відіграють численні запозичення із літературної англійської мови — особливо в сферах культури, науки, техніки. З давніших часів до нас дійшли й багато слів, запозичених із кельтських і скандинавських мов.

## Приклад
|  | The kintra we nou ken as Scotlan his bin pairtit bi leid fur mair nor twa thousant yeir. In the Roman Eild, the Britons byded in the south o the kintra an thair leid wis а forebeir o modren Welsh. Bit in the unvinkisht north they spak Pictish, o whilk puckle is kent. Whan the Romans quat, new invaders cam in, the Gaelic-speikin Scotti frae Erlan in about AD five hunner an the Angles frae Northumberlan tha spok а norlan kin o Anglo Saxon. |

Англійський переклад:
|  | The country we now know as Scotland has been divided by language for more than two thousand years. In the Roman Age, the Britons lived in the south of the country, and their language was relative to modern Welsh. But in the north people spoke Pictish, of which little is known. When the Romans left, new invaders came, the Gaelic-speaking Scotti from Ireland in about AD 500, and the Angles from Northumberland who spoke а northern variety of Anglo-Saxon. |

Переклад українською:
|  | Уже понад дві тисячі років країна, яку ми знаємо як Шотландію, розділена за мовою на декілька частин. За часів Римської імперії на півдні цієї країни жили бритти, їхня мова була споріднена із сучасною валлійською. А на півночі люди говорили піктською мовою, про яку мало що відомо. Коли римляни пішли, на їхнє місце в 500 р. прийшли нові завойовники, кельтомовні скоти з Ірландії, а також англи з Нортумбрії, які розмовляли північним різновидом англосаксонської мови. |